# Vishnu

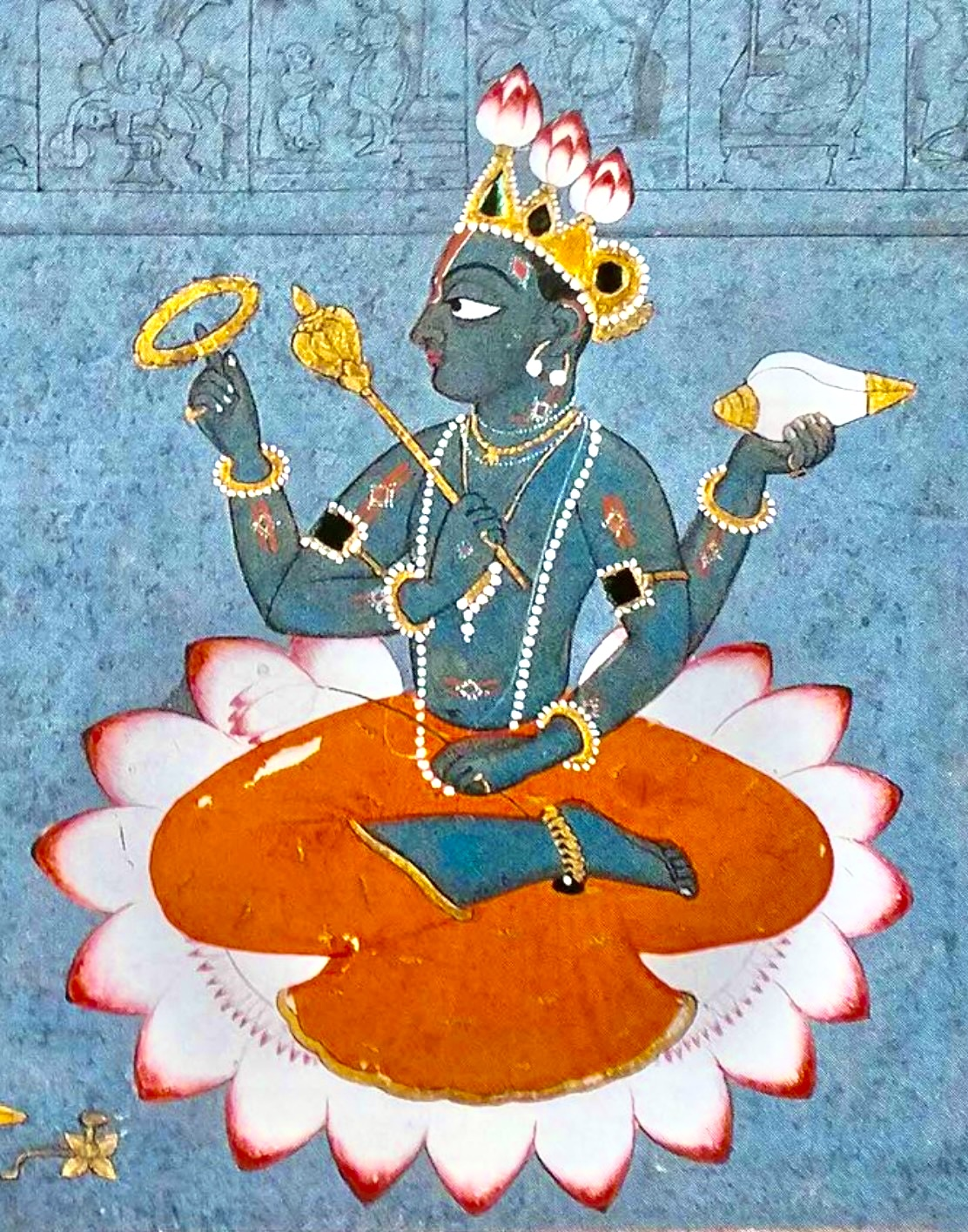
Vishnu är likt många andra gudar inom hinduismen blå.

Vishnu (sanskrit) är en av hinduismens högsta gudar. I den polyteistiska hinduismen (vaishnavismen eller vishnuismen) dyrkas han som alla själars och världars yttersta ursprung. Han avbildas vanligen med blå hy och fyra armar, hållande en klubba och en diskus. Han sitter även på en lotusblomma och rider på en fågel, Garuda. Han bär en hjälm eller krona och åtföljs alltid av sin månghövdade kobra, Ananta-shesha. Hans hus Vaikuntha eller ”Platsen utan ängslan”, dit hans hängivna kommer efter livets slut.

## Vishnu i Rigveda
Vishnu uppträder tidigast i Rigveda Samhita, hinduismens äldsta urkund. Redan här framstår han som en av de allra högsta gudarna:
" som är född eller kommer att födas, o Vishnu, i närheten av din storhet." (Rigveda 7:99:2)
"Härskaren Varuna (havets gud) och de båda Ashvinerna (två halvgudar) inväntar befallning från honom, som leder Maruternas (stormgudarnas) skara. Vishnu har den högsta makten ... " (Rigveda 1:55:4)
"Alla gudarna blickar alltid upp mot Vishnus fötter." (Rigveda 1:22:20)
"Agni (eldens gud) är den lägste av gudarna; Vishnu är den högste. Alla andra gudar har en plats någonstans mellan dessa båda." (Rigveda, Aitareya Brahmana 1:1:1)
Tillsammans med sin gemål härskar Vishnu i himlen, där de rättfärdigas själar får sin belöning efter döden. Han nämns ofta (93 gånger) i Rigveda, men det är få hymner som är direkt tillägnade honom. Detta fick 1800-talets religionshistoriker att dra slutsatsen att Vishnu från början endast varit en stams övergud. Hans kult hade tagits upp i den vediska religionen, men det var först i Yajurveda och Atharvaveda som han hyllades som dess högsta gudom. Ett indicium för detta var att inga motsvarigheter till Vishnu tycktes finnas i andra indoeuropeiska religioner, som fallet var med de flesta andra vediska gudar. Vishnu torde dock stå att identifiera med den slaviske skaparguden Vishnij eller Vishen. Enligt en teori, som förespråkats av bland andra Bernard Sergent (Genése de l'Inde, 1997), är Vishnu även identisk med germanernas Vidar; dennes namn betyder "vid" eller "stor", och ett möjligt upphov till Vishnus namn är ordet vishala som har samma innebörd. (Enligt den traditionella tolkningen är upphovet verbet vishati, "genomtränga"; namnet skulle alltså betyda "Den Alltgenomträngande"). Det kan jämföras med vishnij, som i fornslaviskan och alltjämt i ryskan betyder "hög". Namnet torde i Rigveda anspela på berättelsen om hur Vishnu genom att förvandla sig till en jätte kliver över hela universum med tre steg.
Historieforskningens syn på Rigveda har också förändrats sedan 1800-talet. Rigvedas hymner var avsedda att sjungas särskilt vid soma-offret, som var tillägnat åskguden Indra. De allra flesta hymner tillägnas Indra och eldguden Agni, som rådde över offerelden. Rigveda representerar därför knappast den folkliga religionen vid den här tiden. Indra måste till exempel be Vishnu om hjälp för att förgöra vidundret Vritra. Indologen Klaus K. Klostermaier skriver:
"Endast fem av de 1028 hymner som ryms i Rigveda tillägnas Vishnu, och bara vid ett fåtal andra tillfällen nämns Vishnu i andra hymner. Inte desto mindre är vi inte berättigade att dra slutsatsen att 'Vishnu var en mindre gudom' när Samhitorna författades. Rigveda representerar endast en avdelning av de vediska indiernas religion och innehåller hymner som användes vid det högt utvecklade och betydelsefulla soma-offret, som förrättades av de rättrogna brahmanerna. Det är riktigt att säga att Vishnu inte spelade någon framträdande roll i soma-offret, men de attribut som tillskrivs honom ger oss skäl att säga att han var betydelsefull. Tillsammans med Indra åkallas han som befriaren från Vrtra, och kallas 'den störste' [RV 7:99]. Han fyller den mycket viktiga funktionen som "upprätthållare" av himmel och jord, och ger livsrum åt alla varelser." (Klostermaier 2000:83.)
Statyer av Vishnu har hittats i undervattensruinstaden Dvaraka (översvämmad mellan 1500-talet och 1300-talet f.Kr.), liksom ett tempel tillägnat hans fiskgestalt Matsya.

## Solgud
Enligt en tolkning var Vishnu ursprungligen en solgud. Denna plats skulle i Rigveda ha övertagits av den "nuvarande" solguden i hinduismen, Vivasvan eller Savitar. Anhängare av teorin tyckte sig dock se spår av solkulten i berättelsen om hur Vishnu klev över jorden och himlarna med tre steg. (I senare litteratur återges denna berättelse om Vishnus avatar eller uppenbarelseform som Vamana, dvärgen.) Där Vishnu tog sitt tredje steg inrättade han sin himmelska boning, som alltså skulle vara solen. "Vishnus tre steg" tänktes representera solen när den går upp, står i zenit och går ner. Denna tolkning avfärdas numera av de flesta religionshistoriker; Vishnus tredje steg sägs vara i den högsta himlen, och kan därför knappast beteckna solnedgången. Den strålglans som enligt Rigveda omger Vishnu och flödar från hans boning är kännetecknande för de flesta vediska gudar; sanskritordet för gud, deva eller sura, betyder ordagrant "skinande". (I senare monoteistisk litteratur är Vishnus strålglans den opersonliga världssjälen, Brahman, som alltså har sitt ursprung i Vishnu.

## Monoteistisk kultur
Redan vid tiden för de fyra Veda-böckernas tillkomst tycks Vishnu ha haft en särställning, som sedan vuxit stadigt. Medan andra rigvediska gudomligheter, som Indra, Varuna och Ushas, förlorade alltmer i popularitet för att till slut helt upphöra att dyrkas, prisas Vishnu genom hela den vediska litteraturen som gudars och människors skapare och herre, som devadeva, Gudarnas gud, och som Param Brahman, den Högsta Brahman. Skaparguden Brahma (den vediske Prajapati) sägs i Puranas ha fötts ur en lotusblomma som spirat ur Vishnus navel, och Shiva (den rigvediske Rudra) uppges ha fötts ur hans panna. Tillsammans bildar dessa gudomligheter en triad, Trimurti, där Brahma, Vishnu och Shiva personifierar de skapande, bevarande respektive förgörande krafterna i universum. I en annan, mindre känd treenighet består av Vishnu eller Bhagavan (ungefär ”Den som besitter alla majestät”), den högsta, personliga aspekten av det gudomliga; Paramatman eller Översjälen är den form i vilken han dväljs i alla varelsers hjärtan och vägleder dem, som deras samvete; och Brahman är gudomens opersonliga aspekt, ur vilken alla själar och fysiska världar har formats.

## Avatarer
Vishnu har på många håll kommit att dyrkas i form av sina avatarer eller "nedstigningar", det vill säga olika former som han uppenbarar sig i. För den materialistiska historieskrivningen har det varit uppenbart att dessa föreställningar uppstått genom att olika gudar och hjältar sammansmält med Vishnu, i och med att hans popularitet ökat. Andra har velat se berättelserna om avatarerna som ett uttryck för en framväxande tro på själavandring. Denna tolkning framstår inte som särskilt trovärdig, då en avatar inte är detsamma som en inkarnation; Vishnu antar aldrig en fysisk kropp, utan uppenbarar sig alltid i sin ursprungliga, andliga form (se till exempel Bhagavad-Gita 4:6). Vishnus shakti eller energi kan emellertid ta plats i en människa, som då kallas en shaktyavesha-avatara. Som sådana räknas bl.a. Buddha och Vyasa, som sammanställde de vediska skrifterna.
Som beskyddaren av dharma, den religiösa lagen, stiger Vishnu regelbundet ner för att skapa ordning och rättvisa i människosamhället: "För att befria de fromma och förinta de trolösa, såväl som för att återupprätta de religiösa principerna, framträder Jag tidsålder efter tidsålder." (Bhagavad-gita 4:8) Den vediska litteraturen listar hundratals avatarer: Purushottama, Dhanvantari, Janardana, Narayana med flera. Man räknar dock vanligen med tio avatarer, som framträtt under de senaste tidsåldrarna. En lista över dessa avatarer följer nedan.
1. Matsya, Fisken, uppträder i den vediska syndaflodsberättelsen (återgiven bland annat i Shatapatha Brahmana, Matsya och Bhagavata Purana och Mahabharata), där han varnar Manu (den vediske Noa) för den kommande översvämningen. Han räddar också de vediska skrifterna från att förgås i vattnet.
2. Kurma, Sköldpaddan, lyfter det himmelska berget Meru på sitt skal och hjälper gudarna att kärna Mjölkhavet, ur vilket de utvinner nektarn eller amritan som gör dem odödliga. Berättelsen återges bland annat i Mahabharata.
3. Varaha, Vildsvinet, lyfter jorden ur Urhavet som demonen Hiranyaksha försökt dränka den i, och dödar sedan demonen i strid. Berättelsen finns bland annat i Bhagavata Purana.
4. Narasimha, Lejonmannen, är en mångarmad uppenbarelseform med lejonhuvud. Han dödar Hiranyakshas bror, Hiranyakashipu, som tagit makten över världen. Förklaringen till Narasingas form är att Hiranyakashipu, genom lång och svår självtukt, fått löfte från Brahma om att inte kunna dödas av varken människa eller djur, varken på morgonen eller på dagen, varken på marken eller i luften osv. När Hiranyakashipu försöker döda sin son, Prahlada, på grund av dennes hängivenhet till Vishnu, uppenbarar sig Narashinga och dödar demonen utan att något av Brahmas löften behöver brytas; Narashingha är varken människa eller djur, han kommer i gryningen och lägger Hiranyakashipu i sitt knä innan han sliter sönder honom. Berättelsen finns i Bhagavata Purana.
5. Vamana, Dvärgen, uppenbarar sig när demonen Bali har tagit makten över hela universum. Han har formen av en brahmanpojke, som kommer till Balis palats på en av de himmelska planeterna och ber om en donation (att ge gåvor till brahmaner är en urgammal sed i Indien). Balis guru förstår att det är Vishnu och varnar Bali, som frågar Vamana vad han vill ha. Vamana ber endast om så mycket mark som han kan kliva över med tre steg. Bali beviljar honom detta, men medan Vamana tar sina steg växer han, så att hans andra steg når utanför universum. Vamana frågar Bali var han ska ta sitt tredje steg, eftersom hela universum redan är hans. Bali ber honom då att sätta sin fot på hans huvud. Vamana gör så, och vid beröringen med Vishnus fot blir Bali hans hängivne. Berättelsen återges i Bhagavata Purana.
6. Parashurama, "Rama med yxan", är en shaktyavesha-avatara; han är alltså inte Vishnu själv utan har fått andlig kraft (shakti) av honom. Parashurama är en brahmana som tar till vapen och förgör hela världens kshatriyer eller furstar, eftersom de har avvikit från dharman eller den religiösa läran. Berättelsen om Parahurama återges i Ramayana och Bhagavata Purana. Parashurama förlorar senare sin shakti när han utmanar Vishnus avatar Rama till strid.
7. Rama är prins av Ayodhya och son till kung Dasharatha av Soldynastin. Om honom handlar eposet Ramayana. Rama är tronarvinge men blir genom intriger vid hovet förvisad till vildmarken i 14 år. Med honom följer, frivilligt, hans bror Lakshman och hans gemål Sita. Sita blir senare bortrövad av demonen Ravana, som tar henne till sitt kungarike på Lanka. Rama tar sig till Lanka med en armé av apor och björnar, genom att bygga en bro mellan Indien och Lanka (den smala landbryggan mellan Indien och Sri Lanka kallas för Ramas bro). Efter långvariga strider dödar han Ravana och befriar Sita.
8. Krishna är, jämte Rama, den överlägset mest populäre avataren. Han framträdde i slutet av den förra tidsåldern, Dvapara Yuga, som en konung av Måndynastin, och uppenbarade lärodikten Bhagavad-gita, ”Bhagavans sång”, för människorna i den kommande tidsåldern. Enligt Puranas och Upanishaderna är Krishna i själva verket Vishnus ursprung och inte tvärtom; men i sin ursprungliga form dväljs han alltid i sin andliga boning, Goloka, och när han framträder i den fysiska världen är det som Vishnu i någon av dennes avatarer.
9. Buddha är en annan shaktyavesha-avatara. Enligt de vediska skrifterna (Bhagavata Purana) uppenbarade han sig för att avskaffa de vediska djuroffren, dels för att dessa omständliga ritualer inte är den frälsningsväg som är avsedd för denna tidsålder (Kaliyuga), dels därför att offren missbrukades eftersom de utfördes av människor som ville äta kött utan att ådra sig karma (genom att endast äta offerkött). Buddha skapade en ny, agnostisk dharma för de ogudaktiga och gav dem moraliska riktlinjer (vegetarism, nykterism och avhållsamhet från lögn, hasardspel och rusdrycker). Det viktigaste med buddhismen, som under århundradena efter Buddhas död växte sig nästan lika stark som Veda-religionen i Indien, var emellertid att den ledde dessa människor bort från offerförrättandet. (När buddhismen fyllt sin funktion återinfördes de vediska skrifternas principer av 700-talsförkunnaren Adi Shankara, enligt traditionen en inkarnation av Shiva (Shankara är ett namn på Shiva). Han gav en impersonalistisk tolkning av skrifterna som tilltalade många buddhister; han återupplivade tron på en individuell själ, som Buddha hade förkastat, och ersatte buddhisternas Nirvana med den opersonliga världssjälen som livets mål. När Shankaras panteistiska religion fått fäste i Indien och Veda-skrifterna åter hölls som religiös auktoritet, framträdde på 1000-talet Ramanuja, en inkarnation av Vishnus kobra Ananta-shesha, som förkastade hans tolkning av skrifterna och återupplivade den monoteistiska vishnuismen. Därmed var religionen återställd.)
10. Kalki, Ryttaren, är en framtida avatar. Enligt Bhagavata Purana kommer han att uppenbara sig i slutet av denna tidsålder (om 427 000 år) för att förgöra det moraliskt förfallna människosamhället och inleda den nya tidsåldern, Satya Yuga, som blir början på en ny cykel av tidsåldrar.